# Regierungsbezirk Stade

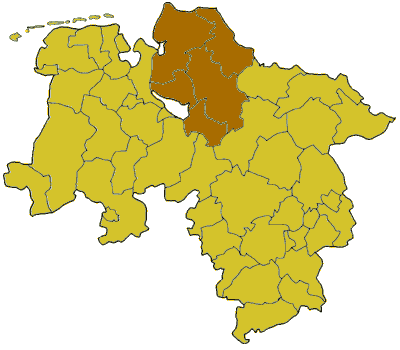
Regierungsbezirk Stades utsträckning 1978.

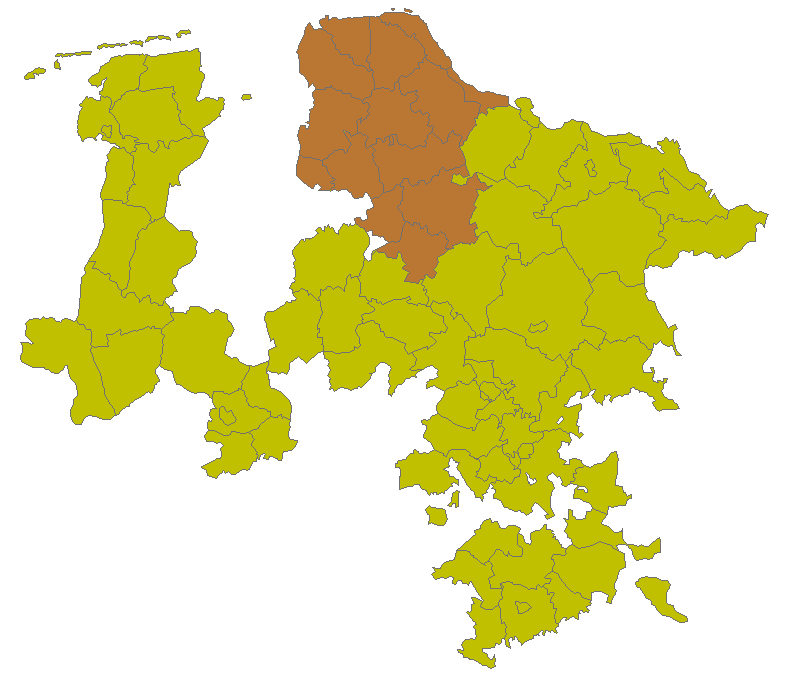
Regierungsbezirk Stades utsträckning 1905.

Regierungsbezirk Stade var ett regeringsområde i preussiska provinsen Hannover åren 1885–1946 och i Niedersachsen mellan 1946 och 1978.
1910 hade det en yta på 6 786 km2 och en befolkning på 429 355 invånare.

## Källa
Den här artikeln är helt eller delvis baserad på material från Nordisk familjebok, Stade, 1904–1926.
- Wikimedia Commons har media som rör Regierungsbezirk Stade.